# Eberhard Zeidler
Eberhard Zeidler (Leipzig, 6 de outubro de 1940  - 18 de novembro de 2016 ) foi um matemático alemão, que trabalhou principalmente na área de análise funcional não-linear.
Em 1996 contribuiu fortemente na fundação do Instituto Max Planck de Matemática nas Ciências em Leipzig, sendo o seu primeiro diretor executivo.
Eberhard Zeidler, desde 1994, era membro da Academia Leopoldina.

## Obras
- Über eine Klasse nichtlinearer singulärer Randwertaufgaben der Funktionentheorie mit Symmetrieverhalten. Dissertation. Universität Leipzig, Leipzig 1967.
- Zur Theorie und Praxis einer Klasse freier Randwertprobleme der ebenen Hydrodynamik. Habilitationsschrift. Universität Leipzig, Leipzig 1970. Als Festschrift Herrn Prof. Dr. phil. habil. Herbert Beckert zum 50. Geburtstag. Akademie-Verlag, Berlin 1971.
- Vorlesungen über nichtlineare Funktionalanalysis. 3 Bände. Teubner, Leipzig.
  - Teil 1: Fixpunktsätze. 1976. 3. Auflage 1980.
  - Teil 2: Monotone Operatoren. 1977. 3. Auflage 1981.
  - Teil 3: Variationsmethoden und Optimierung. 1978. 2. Auflage 1982.
  - englische Ausgabe: Nonlinear functional analysis and its applications. Springer, New York 1986–1997.
- mit Günter Grosche (Hrsg.): Teubner-Taschenbuch der Mathematik. Begründet von I. N. Bronstein und K. A. Semendjajew. Teubner, Stuttgart. 
  - Teil 1: 1996, ISBN 3-8154-2001-6.
  - Teil 2: Ergänzende Kapitel zum Taschenbuch der Mathematik von I. N. Bronstein und K. A. Semendjajew. 2003, ISBN 3-519-21008-8.
  - englische Ausgabe: Oxford user's guide to mathematics. Oxford University Press, Oxford, New York 2004, ISBN 0-19-850763-1.
- Applied functional analysis. Springer, New York 1995.
  - Teil 1: Applications to mathematical physics. ISBN 0-387-94442-7.
  - Teil 2: Main principles and their applications. ISBN 0-387-94422-2.
- mit Hans-Peter Gittel, Jerzy Kijowski: The relativistic dynamics of the combined particle field system in nonlinear renormalized electrodynamics. Max-Planck-Institut für Mathematik in den Naturwissenschaften Leipzig, Leipzig 1997.
- Quantum field theory. Springer, Berlin.
  - Teil 1:  Basics in mathematics and physics. 2006, ISBN 3-540-34762-3.
  - Teil 2: Quantum electrodynamics. 2008, ISBN 978-3-540-85376-3.
  - Teil 3: Gauge Theory. 2011, ISBN 978-3-642-22420-1.